# Mariza Corrêa
Mariza Corrêa (geboren 1. Dezember 1945 in Campinas, São Paulo; gestorben 27. Dezember 2016 ebenda) war eine brasilianische Anthropologin und Feministin.

## Leben
Mariza Corrêa absolvierte zunächst ein Graduiertenstudium der Journalistik von 1966 bis 1969 an der Universidade Federal do Rio Grande do Sul (UFRGS) in Porto Alegre. Von 1973 bis 1975 nahm sie ein Studium der Sozialwissenschaften an der Universidade Estadual de Campinas (UNICAMP) auf. Den Magister-Abschluss erhielt sie 1975 mit der Arbeit Os atos e os autos. Representações jurídicas de papéis sexuais, betreut wurde sie von Verena Stolcke. An der Universidade de São Paulo folgte von 1978 bis 1982 ein weiteres Studium, wo sie mit der Dissertation As ilusões da liberdade. A Escola Nina Rodrigues e a antroplogia no Brasil (Illusionen der Freiheit. Die Schule Nina Rodrigues’ und die Anthropologie in Brasilien) 1982 in Politikwissenschaft promoviert wurde. Hier wurde sie von der Anthropologin Ruth Cardoso betreut.
Corrêa erhielt an der UNICAMP eine Professorenstelle im Fachbereich Anthropologie und leitete 30 Jahre das dortige Instituto de Filosofia e Ciências Humanas (IFCH). Sie war 1993 Mitgründerin des Núcleo de Estudos de Gênero Pagu (Zentrum für Geschlechterstudien), das nach dem Künstlernamen Pagu der Patrícia Rehder Galvão benannt worden war. Von 1996 bis 1998 war sie Präsidentin der Associação Brasileira de Antropologia (ABA).
Ihr Werk beschäftigt sich mit den Themen Geschichte der Anthropologie in Brasilien (als Teil der Brasilianistik), Frauen und Anthropologie (feministische Anthropologie), Soziale Kontrolle, Gewalt, Familie, Femizid und familiärer Ehrenmord, Geschlecht, Rassenbeziehungen. Viele ihrer Schriften wie Morte em família (Mord in der Familie) von 1983 gelten als pionierhaft.

## Schriften
Monografien
- Morte em família. Representações jurídicas de papéis sexuais. Graal, Rio de Janeiro 1983.
- As Ilusões da Liberdade. A Escola Nina Rodrigues e a Antropologia no Brasil. Editora da Universidade São Francisco, Bragança Paulista 1998, ISBN 85-86965-01-4.
- Gênero e Cidadania. Vieria, Campinas 2002, ISBN 85-88935-01-5.
- As reuniões brasileiras de antropologia. Cinquenta anos (1953–2003). Editora da Unicamp, Campinas/ABA, Brasília 2003.
- Antropólogas e Antropologia. Editora da UFMG, Belo Horizonte 2003, ISBN 85-7041-299-1.
- Vida em Família. Uma perspectiva comparativa sobre „crimes de honra“. Family Life. A comparative perspective on „crimes of honour“. Pagu/Unicamp, Campinas 2006, ISBN 85-88935-04-X.
- Traficantes do símbolo & outros ensaios sobre a história da antropologia. Editora da Unicamp, Campinas 2013, ISBN 978-85-268-1007-5.

In das Deutsche ist bisher keines ihrer Werke übersetzt worden.